# ليز وايلد
ليز وايلد (بالإنجليزية: Liz Wilde)‏ هي مقدمة برامج إذاعية أمريكية، ولدت في 27 أكتوبر 1971 في دايتون في الولايات المتحدة.